# 19.ª edición de los Premios Óscar
La 19.ª edición de los Premios Óscar se celebró el 13 de marzo de 1947 en el Shrine Auditorium de Los Ángeles, California, y fue conducida por Jack Benny.
La Academia concedió a Harold Russell —veterano de la Segunda Guerra Mundial que había perdido ambas manos durante la contienda y quien, a pesar de no ser actor, había interpretado a Homer Parrish en Los mejores años de nuestras vidas— un Óscar honorífico por "traer esperanza y coraje a sus compañeros veteranos", creyendo que no ganaría el premio al mejor actor de reparto para el que estaba nominado. Como al final sucedió, Russell ganó el premio competitivo, convirtiéndole en la única persona que ha ganado dos premios Óscar por el mismo papel.
Esta fue la primera vez desde la 2.ª edición en que cada categoría tenía un máximo de 5 candidaturas.

## Ganadores y nominados

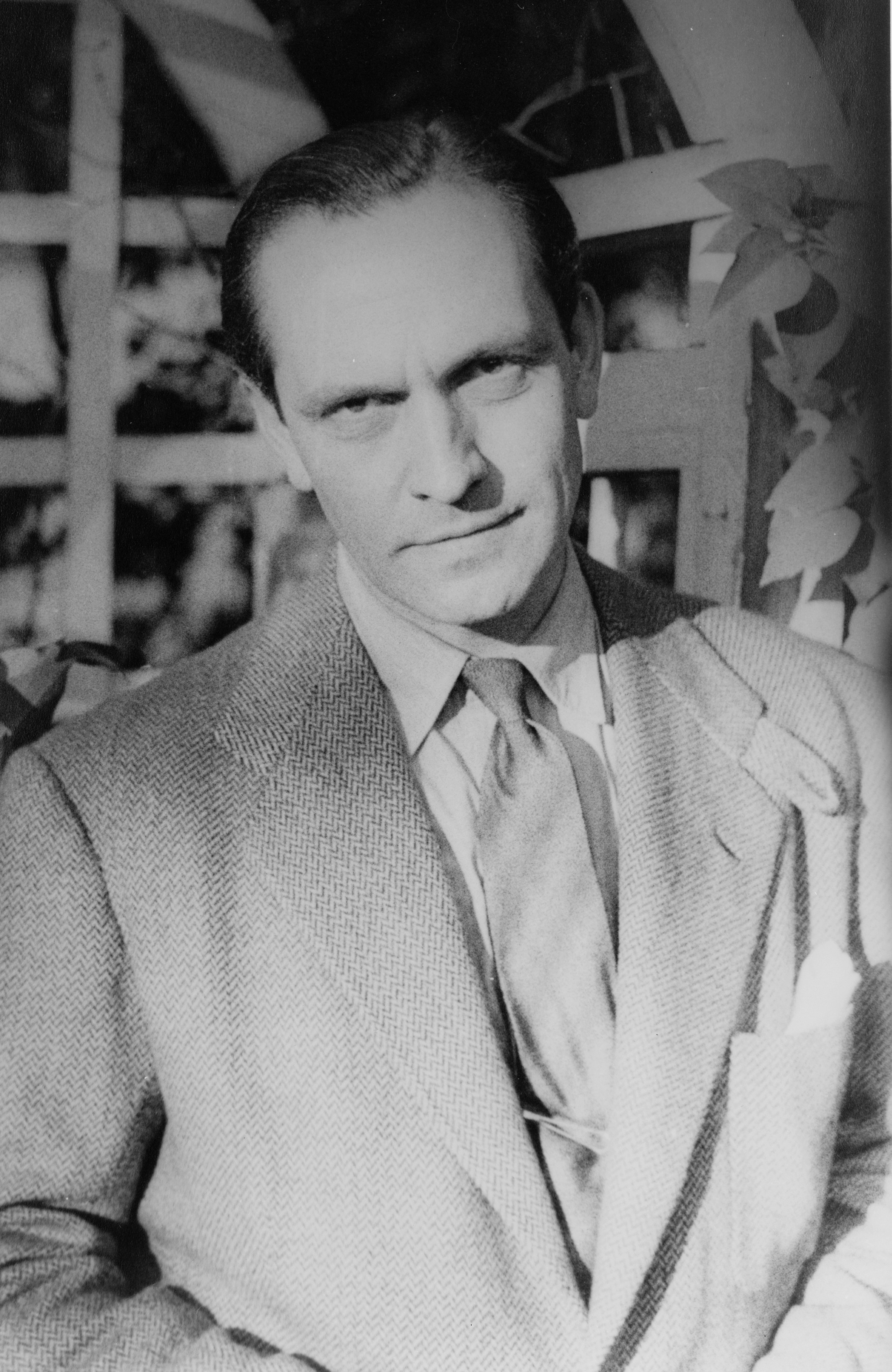
Fredric March fue el ganador del Óscar al mejor actor por Los mejores años de nuestra vida.

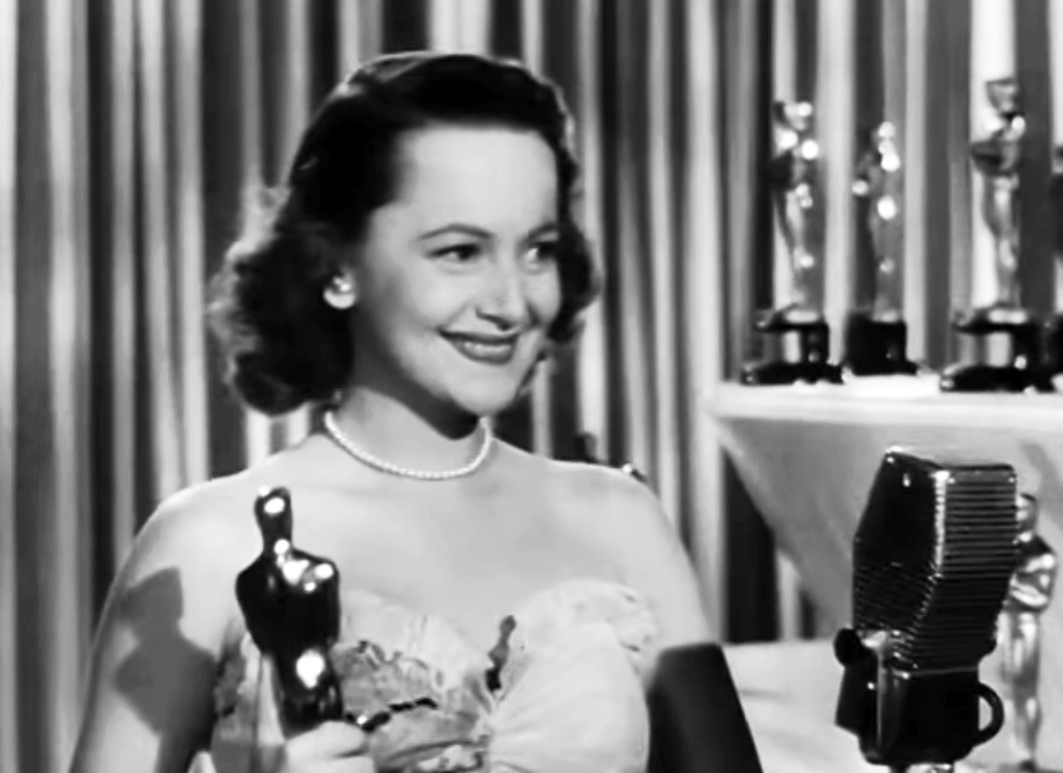
Olivia de Havilland fue la ganadora del Óscar a la mejor actriz por La vida íntima de Julia Norris.

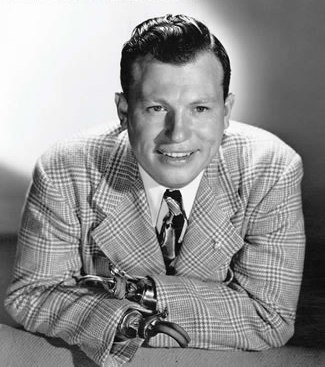
Harold Russell fue el ganador del Óscar al mejor actor de reparto por Los mejores años de nuestra vida.

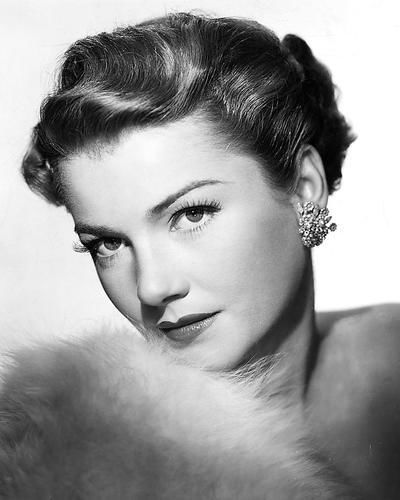
Anne Baxter fue la ganadora del Óscar a la mejor actriz de reparto por The Razor's Edge.

Indica el ganador dentro de cada categoría.
| Mejor película Presentado por: Eric Johnston The Best Years of Our Lives (Los mejores años de nuestra vida) — Samuel Goldwyn Productions y RKO Radio Pictures - Henry V (Enrique V) — United Artists - It's a Wonderful Life (¡Qué bello es vivir!) — RKO Radio Pictures - The Razor's Edge (El filo de la navaja) — 20th Century Fox - The Yearling (El despertar) — Metro-Goldwyn-Mayer | Mejor dirección Presentado por: Billy Wilder William Wyler - The Best Years of Our Lives (Los mejores años de nuestra vida) - Clarence Brown – The Yearling (El despertar) - Frank Capra – It's a Wonderful Life (¡Qué bello es vivir!) - David Lean – Brief Encounter (Breve encuentro) - Robert Siodmak – The Killers (Forajidos) |
| Mejor actor Presentado por: Joan Fontaine Fredric March – The Best Years of Our Lives (Los mejores años de nuestra vida), como Sargento Al Stephenson - Laurence Olivier – Henry V (Enrique V), como Enrique V de Inglaterra - Larry Parks – The Jolson Story, como Al Jolson - Gregory Peck – The Yearling (El despertar), como Ezra "Penny" Baxter - James Stewart – It's a Wonderful Life (¡Qué bello es vivir!), como George Bailey | Mejor actriz Presentado por: Ray Milland Olivia de Havilland – To Each His Own (La vida íntima de Julia Norris), como Miss Josephine "Jody" Norris - Celia Johnson – Brief Encounter (Breve encuentro), como Laura Jesson - Jennifer Jones – Duel in the Sun (Duelo al sol), como Pearl Chávez - Rosalind Russell – Sister Kenny (Amor sublime), como Elizabeth Kenny - Jane Wyman – The Yearling (El despertar), como Ora Baxter                                   |
| Mejor actor de reparto Presentado por: Anne Revere Harold Russell – The Best Years of Our Lives (Los mejores años de nuestra vida), como el Contramaestre Homer Parrish - Charles Coburn – The Green Years (Los verdes años), como Alexander Gow - William Demarest – The Jolson Story, como Steve Martin - Claude Rains – Notorious (Encadenados), como Alexander Sebastian - Clifton Webb – The Razor's Edge (El filo de la navaja), como Elliott Templeton | Mejor actriz de reparto Presentado por: Lionel Barrymore Anne Baxter – The Razor's Edge (El filo de la navaja), como Sophie MacDonald - Ethel Barrymore – The Spiral Staircase (La escalera de caracol), como la Sra. Warren - Lillian Gish – Duel in the Sun (Duelo al sol), como Laura Belle McCanles - Flora Robson – Saratoga Trunk (La exótica), como Angelique Buiton - Gale Sondergaard – Anna and the King of Siam (Ana y el rey de Siam), como Lady Thiang |
| Mejor argumento Presentado por: Robert Montgomery Perfect Strangers (Separación peligrosa) – Clemence Dane - The Dark Mirror (A través del espejo) – Vladimir Pozner - The Strange Love of Martha Ivers (El extraño amor de Martha Ivers) – John Patrick - The Stranger (El extraño) – Víctor Trivas - To Each His Own (La vida íntima de Julia Norris) – Charles Brackett | Mejor guion original Presentado por: Robert Montgomery The Seventh Veil (El séptimo velo) – Muriel Box y Sydney Box - The Blue Dahlia (La dalia azul) – Raymond Chandler - Les Enfants du paradis – Jacques Prévert - Notorious (Encadenados) – Ben Hecht - Road to Utopia – Norman Panama y Melvin Frank |
| Mejor guion Presentado por: Robert Montgomery The Best Years of Our Lives (Los mejores años de nuestra vida) – Robert E. Sherwood; basado en la novela Glory For Me de MacKinlay Kantor - The Killers (Forajidos) – Anthony Veiller; basado en la historia corta The Killers de Ernest Hemingway - Brief Encounter (Breve encuentro) – Anthony Havelock-Allan, David Lean y Ronald Neame; basado en obra Still Life de Noël Coward - Anna and the King of Siam (Ana y el rey de Siam) – Sally Benson y Talbot Jennings; a partir de la novela Anna and the King of Siam de Margaret Landon - Roma città aperta (Roma, ciudad abierta) – Sergio Amidei y Federico Fellini; a partir de una historia de Sergio Amidei y Alberto Consiglio | Mejor cortometraje animado Presentado por: Douglas Fairbanks Jr. The Cat Concerto – Fred Quimby - John Henry and the Inky Poo – George Pal - Musical Moments from Chopin – Walter Lantz - Squatter's Rights – Walt Disney - Walky Talky Hawky – Edward Selzer |
| Mejor cortometraje - Un rollo Presentado por: Douglas Fairbanks Jr. Facing Your Danger – Gordon Hollingshead - Dive-Hi Champs – Jack Eaton - Golden Horses – Edmund Reek - Smart as a Fox – Gordon Hollingshead - Sure Cures – Pete Smith | Mejor cortometraje - Dos rollos Presentado por: Douglas Fairbanks Jr. A Boy and His Dog – Gordon Hollingshead - College Queen – George B. Templeton - Hiss and Yell – Jules White - The Luckiest Guy in the World – Jerry Bresler |
| Mejor documental corto Presentado por: Douglas Fairbanks Jr. Seeds of Destiny - Atomic Power - Life at the Zoo - Paramount News Issue#37 - Traffic with the Devil | |
| Mejor banda sonora de una película dramática o comedia Presentado por: Lana Turner The Best Years of Our Lives (Los mejores años de nuestra vida) – Hugo Friedhoffer - Anna and the King of Siam (Ana y el rey de Siam) – Bernard Herrmann - Henry V (Enrique V) – William Walton - Humoresque (De amor también se muere) – Franz Waxman - The Killers (Forajidos) – Miklós Rózsa | Mejor orquestación de una película musical Presentado por: Lana Turner The Jolson Story – Morris Stoloff - Blue Skies (Cielo azul) – Robert Emmett Dolan - Centennial Summer – Alfred Newman - The Harvey Girls (Las chicas de Harvey) – Lennie Hayton - Night and Day (Noche y día) – Ray Heindorf y Max Steiner |
| Mejor canción original Presentado por: Van Johnson «On the Atchinson, Topeka and Santa Fe» de The Harvey Girls (Las chicas de Harvey) – Música: Harry Warren; Letra: Johnny Mercer - «All Through the Day» de Centennial Summer – Música: Jerome Kern (nominación póstuma); Letra: Óscar Hammerstein II - «I Can't Begin to Tell You» de The Dolly Sisters (Las hermanas Dolly) – Música: James V. Monaco (nominación póstuma); Letra: Mack Gordon - «Ole Buttermilk Sky» de Canyon Passage (Tierra generosa) – Música: Hoagy Carmichael; Letra: Jack Brooks - «You Keep Coming Back Like a Song» de Blue Skies (Cielo azul) – Letra y música: Irving Berlin                                                                            | Mejor sonido Presentado por: Rex Harrison The Jolson Story – John P. Livadary - The Best Years of Our Lives (Los mejores años de nuestra vida) – Gordon E. Sawyer - It's a Wonderful Life (¡Qué bello es vivir!) – John Aalberg |
| Mejor fotografía - Blanco y negro Presentado por: Ann Sheridan Anna and the King of Siam (Ana y el rey de Siam) – Arthur C. Miller - The Green Years (Los verdes años) – George Folsey | Mejor fotografía - Color Presentado por: Ann Sheridan The Yearling (El despertar) – Charles Rosher, Leonard Smith y Arthur Arling - The Jolson Story – Joseph Walker |
| Mejor dirección de arte - Blanco y negro Presentado por: Greer Garson Anna and the King of Siam (Ana y el rey de Siam) – Dirección de arte: Lyle Wheeler y William Darling; Decorados: Thomas Little y Frank E. Hughes - Kitty – Dirección de arte: Hans Dreier Walter Tyler; Decorados: Sam Comer y Ray Moyer - The Razor's Edge (El filo de la navaja) – Dirección de arte: Richard Day y Nathan Juran; Decorados: Thomas Little y Paul S. Fox | Mejor dirección de arte - Color Presentado por: Greer Garson The Yearling (El despertar) – Dirección de arte: Cedric Gibbons y Paul Groesse; Decorados: Edwin B. Willis - Henry V (Enrique V) – Dirección de arte y decorados: Paul Sheriff y Carmen Dillon - Caesar and Cleopatra (César y Cleopatra) – Dirección de arte y decorados: John Bryan |
| Mejor montaje Presentado por: Rex Harrison - The Best Years of Our Lives (Los mejores años de nuestra vida) – Daniel Mandell - The Yearling (El despertar) – Harold Kress - The Killers (Forajidos) – Arthur Hilton - The Jolson Story – William Lyon - It's a Wonderful Life (¡Qué bello es vivir!) – William Hornbeck | Mejores efectos especiales Presentado por: Rex Harrison Blithe Spirit (Un espíritu burlón) – Thomas Howard - A Stolen Life (Una vida robada) – William McGann; Efectos especiales sonoros de Nathan Levinson |

### Óscar honorífico
- Laurence Olivier, por su excepcional trabajo en la película "Enrique V".
- Harold Russell, por el mensaje de esperanza que ofrece en "Los mejores años de nuestra vida"
- Ernst Lubitsch, por su contribución al arte cinematográfico.

## Premios y nominaciones múltiples
| Película                                                       | Nominaciones | Premios |
| -------------------------------------------------------------- | ------------ | ------- |
| The Best Years of Our Lives (Los mejores años de nuestra vida) | 8            | 7       |
| The Yearling (El despertar)                                    | 7            | 2       |
| The Jolson Story                                               | 6            | 2       |
| Anna and the King of Siam (Ana y el rey de Siam)               | 5            | 2       |
| The Razor's Edge (El filo de la navaja)                        | 4            | 1       |
| The Harvey Girls (Las chicas de Harvey)                        | 2            | 1       |
| To Each His Own (La vida íntima de Julia Norris)               | 2            | 1       |
| Blithe Spirit (Un espíritu burlón)                             | 1            | 1       |
| Perfect Strangers (Separación peligrosa)                       | 1            | 1       |
| The Seventh Veil (El séptimo velo)                             | 1            | 1       |
| It's a Wonderful Life (¡Qué bello es vivir!)                   | 5            | 0       |
| Henry V (Enrique V)                                            | 4            | 0       |
| The Killers (Forajidos)                                        | 4            | 0       |
| Brief Encounter (Breve encuentro)                              | 3            | 0       |
| Blue Skies (Cielo azul)                                        | 2            | 0       |
| Centennial Summer                                              | 2            | 0       |
| Duel in the Sun (Duelo al sol)                                 | 2            | 0       |
| Notorious (Encadenados)                                        | 2            | 0       |
| The Green Years (Los verdes años)                              | 2            | 0       |